# ММТ-40
ММТ-40 — середній танк із 105-мм гарматою від китайської машини вогневої підтримки PTL02/WMA301 Assaulter на шасі амфібійної самохідної артилерійської установки 2С1 (яке в свою чергу базується на шасі МТ-ЛБ).

## Розробка
На початку 2014 року «Укроборонпром» заключив контракт на постачання до М'янми  комплекту обладнання для виробництва корпусів бронетранспортерів БТР-4 та САУ 2С1У з метою налагодження виробництва у Мʼянмі. Однією з цих машин був легкий танк ММТ-40. 
Наприкінці січня 2019 року, державна компанія «Укрспецекспорт» поставила до М'янми комплект технічної документації для технологічного проекту складального виробництва легкоброньованої техніки (БТР-4, 2С1У) та середніх танків MMT-40. Виробництво на заводі у М’янмі стартувало у другій половині 2020 року.

## Оператори
- М'янма — щонайменше 3 танки станом на початок 2023 року[4]